# Андрейчик, Мария
Мария Магдалена Андрейчик (пол. Maria Magdalena Andrejczyk, род. 9 марта 1996 года, Сувалки, Польша) — польская метательница копья, серебряный призёр Олимпийских игр 2020 года в Токио.

## Биография и карьера
Училась в лицее им. Шимона Конарского в Сейнах, затем — в университете Белостока на факультете английской филологии. В настоящее время живёт в Белостоке.
Дебютировала на международной арене в 2013 году. В 2015 году стала победительницей юниорского чемпионата Европы. На Олимпиаде 2016 заняла 4-е место с результатом 64,78 м (2 см Мария проиграла в борьбе за бронзу Барборе Шпотаковой), при этом установив в квалификации национальный рекорд — 67,11 м (этот результат был выше, чем победный результат чемпионки Сары Колак в финале).
9 мая 2021 года в Сплите установила очередной рекорд Польши — 71,40 м. За всю историю дальше метали только две легкоатлетки — Барбора Шпотакова и Ослейдис Менендес. При  этом бросок Андрейчик стал самым дальним в мире с осени 2011 года.
На Олимпийских играх в Токио 3 августа 2021 года показала лучший результат в квалификации (65,24 м). 6 августа в финале метнула на 64,61 м и заняла второе место после китаянки Лю Шиин (66,34 м). Андрейчик стала второй в истории полькой, выигравшей олимпийскую медаль в метании копья после Марии Квасьневской, ставшей третьей на Играх 1936 года.
На чемпионате мира 2022 года в США неожиданно не смогла выйти в финал, показав в квалификации только 21-й результат (55,47 м). Таким образом, Андрейчик не смогла выйти в финал ни на одном из трёх чемпионатов мира, в которых принимала участие (2015, 2019, 2022).

## Благотворительность
Мария Андрейчик выставила свою серебряную медаль Олимпиады-2020 в Токио на аукцион с целью собрать деньги на лечение ребёнка. Спортсменка помогла в сборе средств на операцию в США 8-летнему Милошу, страдающему от порока сердца.

## Основные результаты
| Год  | Соревнования                                      | Место проведения         | Место  | Результат |
| ---- | ------------------------------------------------- | ------------------------ | ------ | --------- |
| 2013 | Чемпионат мира по лёгкой атлетике среди юношей    | Донецк, Украина          | 26 (q) | 45.14 м   |
| 2014 | Чемпионат мира по лёгкой атлетике среди юниоров   | Юджин, США               | 5      | 53.66 м   |
| 2015 | Чемпионат Европы по лёгкой атлетике среди юниоров | Эскильстуна, Швеция      | 1      | 59.73 м   |
| 2015 | Чемпионат мира по лёгкой атлетике                 | Пекин, Китай             | 28 (q) | 56.75 м   |
| 2016 | Чемпионат Европы по лёгкой атлетике               | Амстердам, Нидерланды    | 13 (q) | 57.93 м   |
| 2016 | Летние Олимпийские игры                           | Рио-де-Жанейро, Бразилия | 4      | 64.78 м   |
| 2020 | Летние Олимпийские игры                           | Токио, Япония            | 2      | 64.61 м   |